# Theresianische Institution
Die Institution Teresiana (en.: Teresian Association, Abkürzung: TA; es.: Institución Teresiana, gebräuchliche Abkürzung: IT) ist eine Internationale Vereinigung von Gläubigen Päpstlichen Rechts in der römisch-katholischen Kirche. Sie wurde 1911 in Spanien gegründet und 1924 durch den Heiligen Stuhl anerkannt. Ihre Mitglieder leben weltweit in 31 Ländern,  die Institution ist Mitglied des UN –Verbindungsdienstes zu den Nichtregierungsorganisationen.

## Geschichte

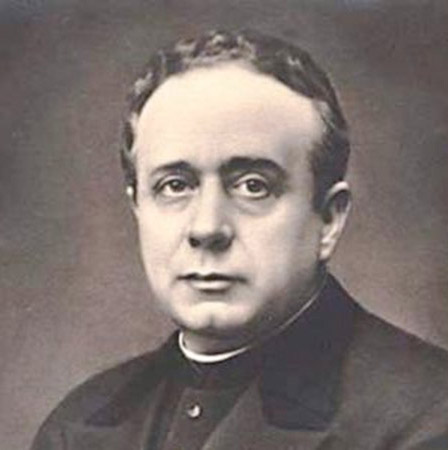
Pedro Poveda Castroverde

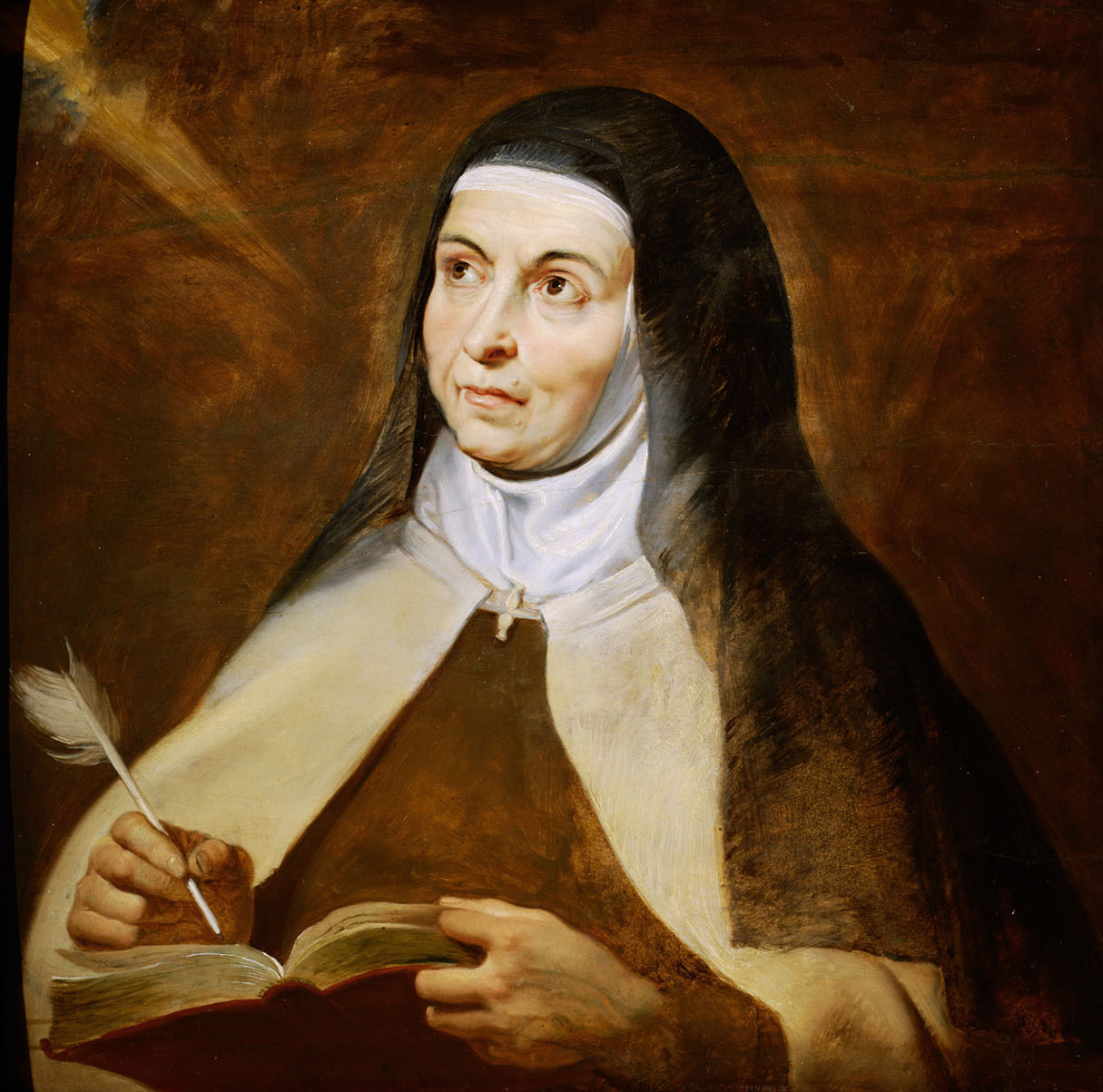
Teresa von Avila nach einem Gemälde von (Peter Paul Rubens)

Die Gründung der Vereinigung geht auf den inzwischen heiliggesprochenen Priester Pedro Poveda Castroverde (1874–1936) zurück. Auf seine Initiative hin schließen sich Gläubige zu einer Gemeinschaft zusammen und fühlen sich im Bunde mit der heiligen Teresa von Ávila (1515–1582), die auch die Schutzpatronin Spaniens ist. 1913 wurde die Lehrerin Josefa Segovia Marón (1891–1957) seine engste Mitarbeiterin und die erste Generaldirektorin der Institución Teresiana, sie führte die Vereinigung nach dem Tod des Gründers weiter. Sie stellte Papst Pius XI. (1922–1939) die neue Organisation vor, der diese 1924 als Pia unio Primaria genehmigte. Am 21. November 1990 wurde die Theresianische Institution vom Päpstlichen Rat für die Laien als eine internationale Vereinigung von Gläubigen päpstlichen Rechts anerkannt.

## Selbstverständnis
Die IT hat sich zur Aufgabe gestellt, Menschen auf der Plattform des Christentums zu fördern und eine gerechte Bildung von Kultur zu vermitteln. Dieses wird durch das Verkünden das Evangelium unterstützt und basiert auf der christlichen Erziehung. Die Mitglieder bringen hierzu eine qualifizierte Vorausbildung mit und erfüllen ihre Aufgaben innerhalb ihrer Berufe. Sie engagieren sich im Bereich der Bildung und Forschung, sie arbeiten in sozialen Institutionen, öffentlichen Einrichtungen, in der Seelsorge und leiten Sozialprogramme auf den unterschiedlichsten Ebenen.

## Organisation und Ausweitung

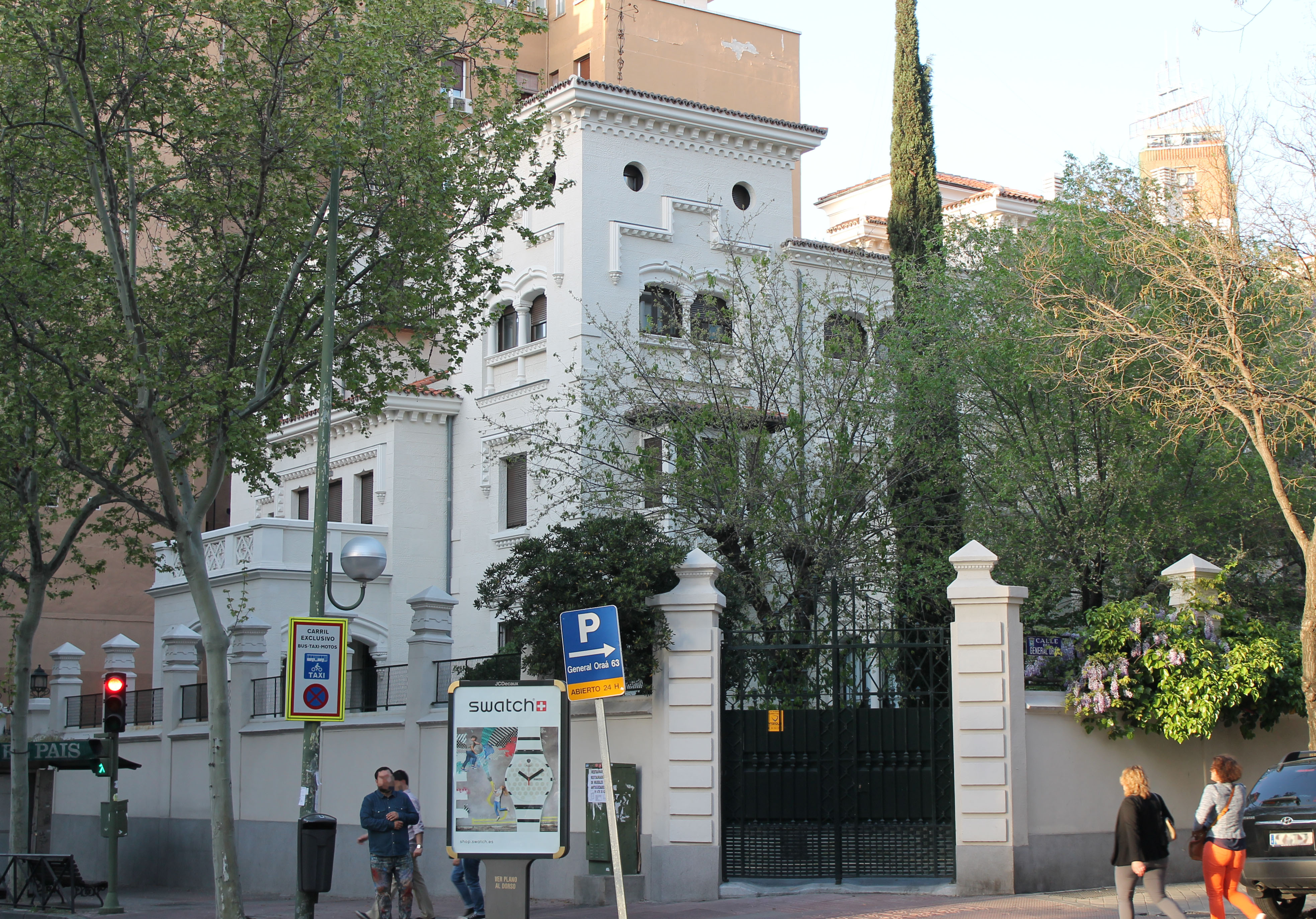
Hauptsitz der Therisianischen Institution in Madrid

Auf der XVII. Generalversammlung wurde, für den Zeitraum 2012 bis 2018, Maite Uribe Bilbao zur neuen Generaldirektorin gewählt. Die Zugehörigkeit zur IT beruht auf Berufung, die von den Mitgliedern ein besonderes Engagement und unterschiedlichste Wissensfelder voraussetzt. Die Leitung der IT ist die Primärvereinigung, die aus Frauen besteht, in ihr sind die Leiter der lokalen, regionalen, nationalen und internationalen angeschlossenen Institutionen vertreten. In der TI gibt es 4.100 Mitglieder, die in 32 Ländern Afrikas, Asiens, Europas, dem Mittleren Orient, Nordamerikas und Südamerikas. Der TI ist ein Kulturrat angeschlossen, der Hauptsitz der Primärvereinigung ist Madrid.
In Deutschland ist die Theresianische Institution Mitglied des Gesprächskreises Geistlicher Gemeinschaften, Bewegungen und Initiativen (GGG).

## Werke
Weltweit unterhält die IT mehrere Collegs und Studentenwohnheime, unter anderem in Dublin, Santiago de Chile, Valencia, Madrid, Maipú (Chile), Sevilla, Montevideo und bei Alicante.